# Тім Вілан
Тім Вілан (англ. Tim Whelan; 02.11.1893 – 12.08.1957) — американський кінорежисер, сценарист, продюсер та актор, найбільш відомий за фільмом Багдадський злодій. Під час його смерті Вілан був одружений з акторкою німого кіно Міріам Сіґар, мав двох синів, Майкла і Тіма молодшого. Міріам Сіґар прожила ще 53 роки та померла 2 січня 2011 року у 103 роки.

## Обрана фільмографія
- Adam's Apple (1928)
- When Knights Were Bold (1929)
- The Fall Guy (1930)
- The Crooked Circle (1932)
- It's a Boy (1933)
- Aunt Sally (1933)
- The Camels are Coming (1934)
- The Murder Man (1935)
- The Perfect Gentleman (1935)
- Two's Company (1936)
- Farewell Again (1937)
- Action for Slander (1937)
- Smash and Grab (1937)
- The Mill on the Floss (1937)
- Розлучення леді Ікс (1938)
- Sidewalks of London (1938)
- Q Planes (1939)
- Багдадський злодій (1940)
- Міжнародна леді (1941)
- Seven Days' Leave (1942)
- Swing Fever (1943)